# Godofredo III de Rocabertí
Godofredo III de Rocabertí (en catalán: Jofre III de Rocabertí, ? - 1282) fue vizconde de Rocabertí.

## Biografía
Fue hijo y heredero del vizconde Dalmau V de Rocabertí y de Arsenda de Pinós. En el año 1229, siendo aún muy joven, acompañó a su padre en la conquista de Mallorca. Dalmau V encontró la muerte durante el sitio de la Ciudad de Mallorca. Seguramente por el hecho de encontrarse lejos del vizcondado, sus dominios quedaron en manos de Hugo Godofredo I de Rocabertí, que pudo ser su hermano o tío, y que los gobernó en su nombre hasta el año 1250.
Godofredo III acompañó al rey Jaime I el Conquistador en muchas de sus expediciones, tanto de guerra como de paz. Aparte de la conquista de Mallorca, en el año 1256 asistió a la entrevista que el rey mantuvo en Soria con Alfonso el Sabio y participó en la campaña de Murcia del año 1266, también acompañó al Conquistador al concilio de León en el año 1272.
En el año 1274, bajo la instigación del Conde de Ampurias, formó parte de la revuelta nobiliaria contra el rey, junto con su hijo. A pesar de ello, pronto se reconcilió con el monarca y formó parte del tribunal creado para acabar con el enfrentamiento.
Aparte de un encontronazo en el año 1242, mantuvo buenas relaciones con el conde Ponce IV de Ampurias, el cual le encomendó el proyecto de restauración de la antigua villa de Ampuriabrava.
En el año 1249, pactó el matrimonio de su hijo y heredero, Dalmau, con Ermesinda, hija de Arnaldo Desfar o de Navata, Señor de Peralada, el cual le cedió la Señoría de la villa en el año 1256. Con esta importante incorporación, el vizcondado de Rocabertí dejaba de ser un territorio feudal exclusivamente montañoso y se introducía en la trama de las florecientes villas del centro de la llanura ampurdanesa. Peralada, que pronto se convirtió en el centro de los dominios de los Rocabertí, hizo del vizconde el señor feudal más poderoso de la comarca después del conde de Ampúrias. Favoreció el crecimiento económico de la villa, sobre todo después de obtener del rey -interesado en contrarrestar el poder del conde ampurdanés- una dispensa para celebrar ferias y mercados.
Para servir a la corona y engrandecer su vizcondado, encargó a su hijo Dalmau que pactara con Sancha de Santa Eugenia la permuta de la baronía de Vilademuls por el castillo, la villa y la señoría de Torroella de Montgrí para el entonces príncipe Pedro, y recibía como recompensa los señoríos de Vilademúls, San Lorenzo de la Muga y la fortaleza de Bassegoda.
Cuando Pedro el Grande accedió al trono (1276), Godofredo ya era muy mayor. No pudo ir a la campaña de la conquista de Sicília del año 1282, pero sí que fue su hijo Dalmau con una hueste de 150 hombres. Godofredo falleció dos meses después de la partida de la expedición, dejando el vizcondado huérfano de gobierno hasta el regreso de su hijo.

## Nupcias y descendientes
Se casó con Constanza de Palau, hermana de Simón de Palau, vizconde de Bas. Tuvieron los siguientes hijosː
- Dalmau VI de Rocabertí, vizconde de Rocabertí.
- Guerau, casado con una dama siciliana.
- Jofre, señor de La Rocca y San Basilio.

- Datos: Q19300155